# Vara (fiume)
Il Vara (Væa o Vàa in ligure) è un fiume della Liguria che scorre interamente nella Provincia della Spezia.
Con i suoi 58 km di percorso, è il più lungo fiume interamente compreso nel territorio della Liguria

## Corso
Il Vara nasce dal Monte Zatta (1404 m s.l.m.) sull'Appennino Ligure, percorrendo i circa 58 km della vallata a cui dà il nome (Val di Vara).
Il suo tratto alto è interrotto da alcuni bacini artificiali che ne regolano la portata. 
Da Borghetto di Vara a valle fino al punto di confluenza nel fiume Magra, il fiume si sviluppa lungo un asse parallelo alla costa ligure (Riviera di levante, che in quel tratto comprende le famose Cinque Terre); da Borghetto di Vara a monte fino a Varese Ligure l'asse si sposta di alcune decine di gradi verso nord.
Il fiume confluisce nel Magra, di cui è il maggiore affluente, all'altezza della piana di Santo Stefano di Magra, in località Fornola.
I comuni attraversati sono: Varese Ligure, Maissana, Sesta Godano, Carro, Carrodano, Borghetto di Vara, Brugnato, Rocchetta di Vara, Beverino, Calice al Cornoviglio, Follo, Bolano e Vezzano Ligure.

## Regime e affluenti

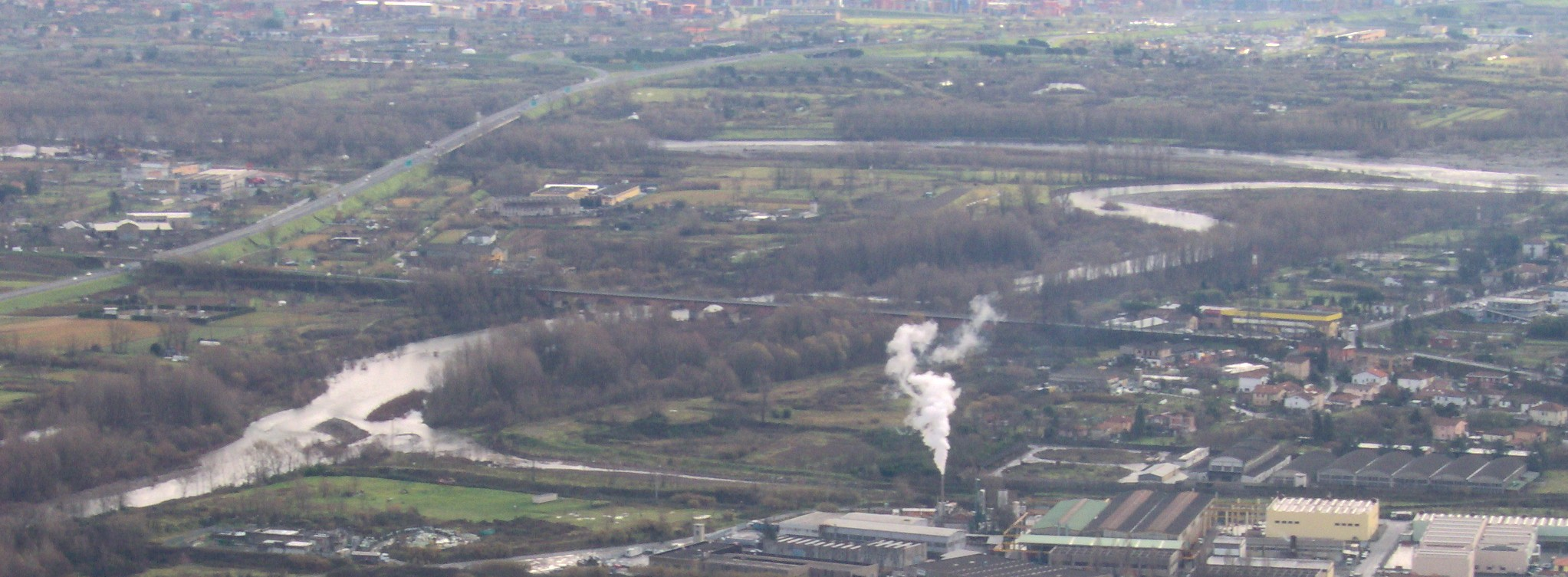
Il Vara a Follo; in basso a sinistra si nota la confluenza del Durasca, in alto a destra s'intravede la confluenza con il Magra

Il fiume ha regime torrentizio, con grosse piene autunnali e primaverili e magre accentuate in estate (anche se regolate dai bacini idroelettrici). Fornisce al Magra una media di 16 m³/s.
Il reticolo idrografico del Vara è costituito da molti torrenti affluenti confluenti sia da sinistra che da destra:
| - Destra torrente Pogliaschina, torrente Borsa, torrente Durasca, torrente Graveglia, torrente Malacqua, Pignone, torrente Riccò, torrente Torza, torrente Trambacco, rio di Valle della Craviola, torrente Travo. | - Sinistra torrente Campazza, torrente Chinela, torrente Crovana, torrente Dorgiola, torrente Gòttero, torrente Durla, torrente Mangia, torrente Ruschia, torrente Scagliana, torrente Stora, torrente Usurana, torrente Ri, torrente Gravegnola. |

## Geografia

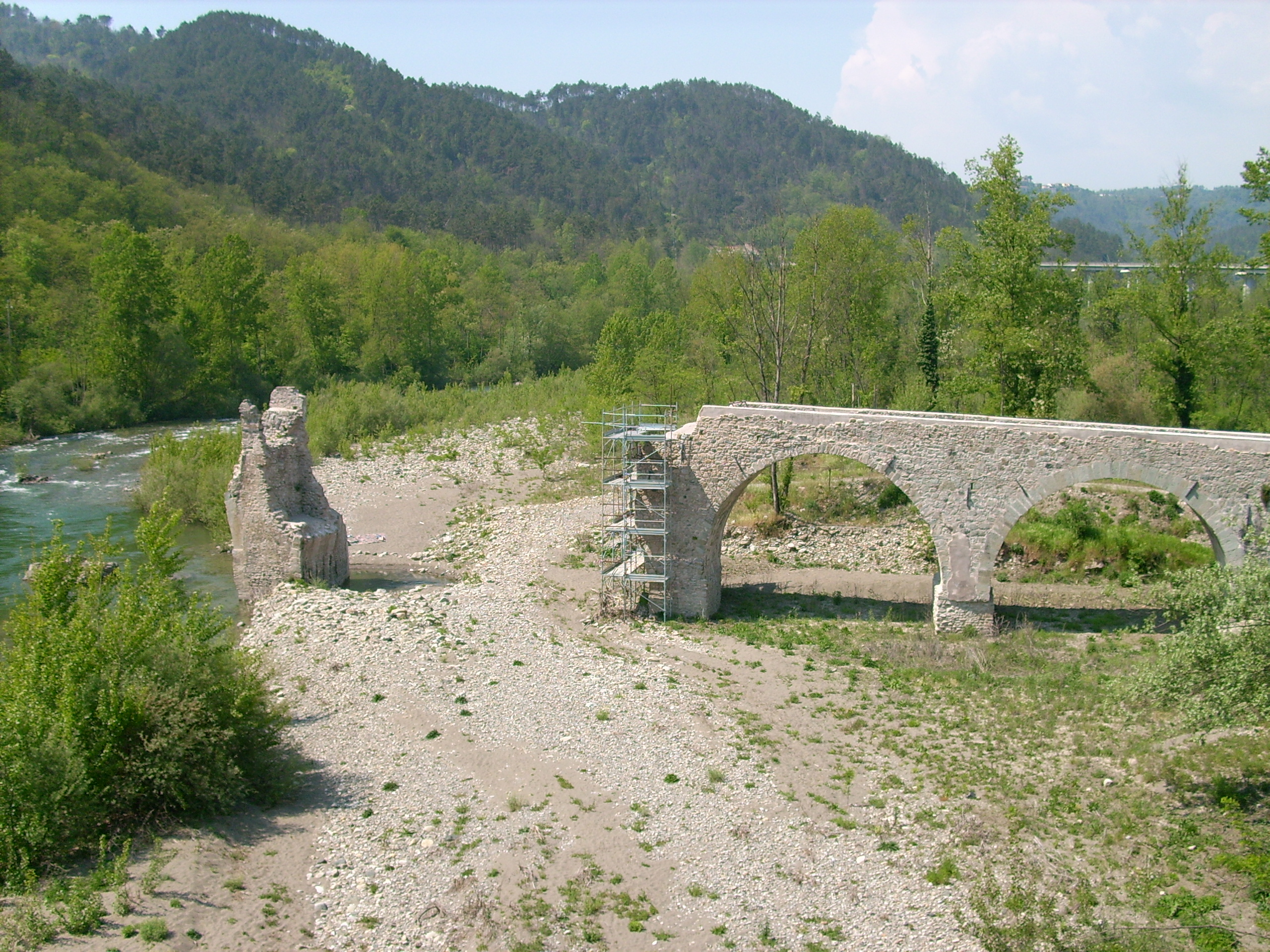
Antico ponte romano presso Brugnato

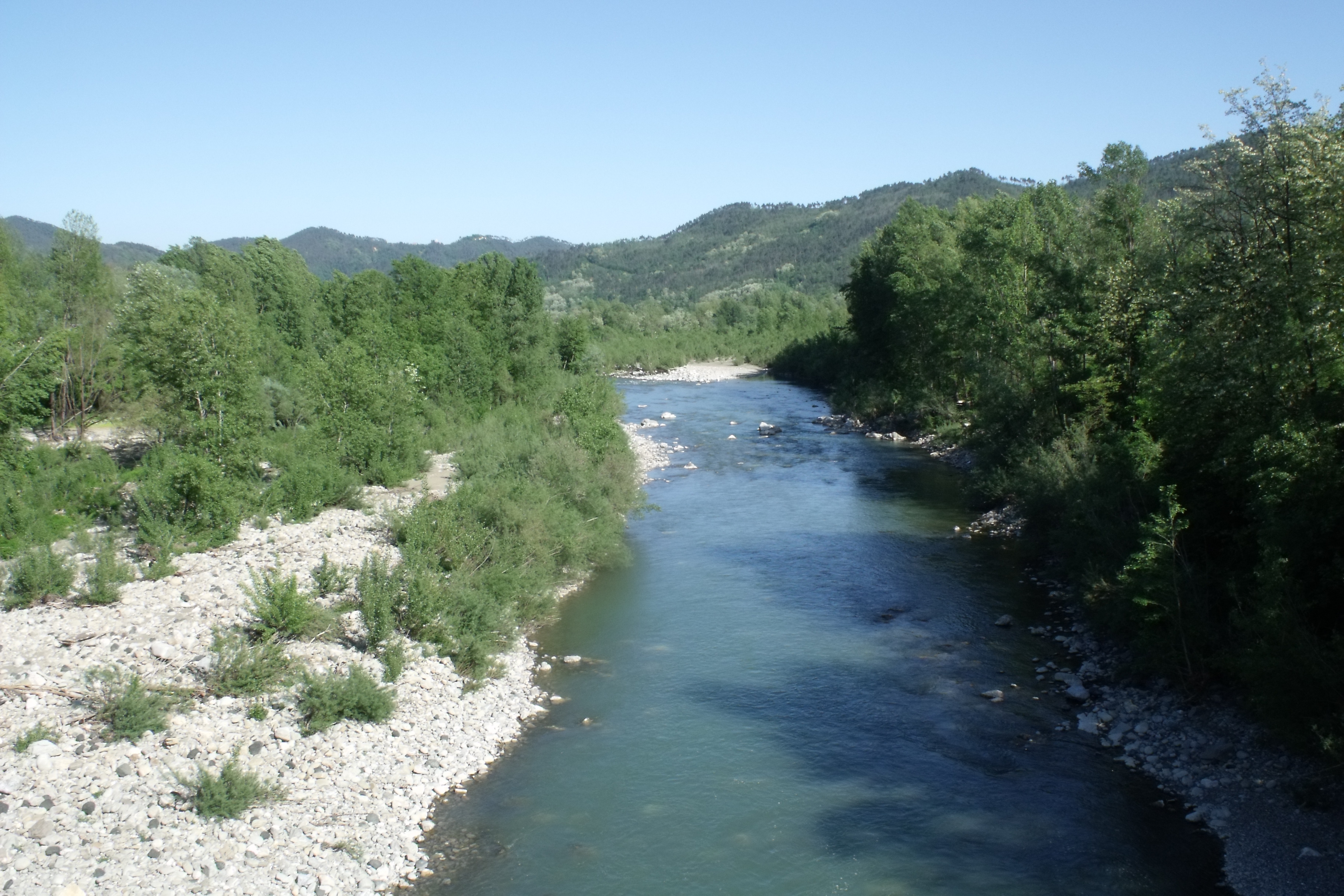
Il fiume presso Borghetto

La Val di Vara è amministrativamente suddivisa nelle due Comunità dell'Alta Val di Vara e della Media e Bassa Val di Vara e in 15 comuni: Beverino, Bolano, Borghetto di Vara, Brugnato, Calice al Cornoviglio, Carro, Carrodano, Follo, Maissana, Pignone, Riccò del Golfo di Spezia, Rocchetta di Vara, Sesta Godano, Varese Ligure e Zignago.

## Storia
Il fiume diede il nome tra il 2 dicembre 1797 e il 28 aprile 1798 al Département du Vara o Dipartimento del Vara, una delle unità amministrative nelle quali era suddivisa la Repubblica Ligure, che aveva per capoluogo Levanto.
Al fiume Vara fu intitolato anche il Battaglione Val di Vara, unità partigiana della Colonna Giustizia e Libertà, che operò nella vallata e combatté durante la Resistenza nel biennio 1944-1945 sui monti della valle.
Il fiume fu, in svariate circostanze, teatro di aspri combattimenti tra le formazioni partigiane locali ed i reparti tedeschi e fascisti operanti nella regione.

### Esondazioni
Le violente precipitazioni, oltre 500mm in sei ore, causarono una catastrofica alluvione il 25 ottobre 2011.
Otto anni più tardi, una nuova ondata di maltempo ne causò l'esondazione il 3 novembre 2019.